# أليسا ريس
أليسا ريس (بالإنجليزية: Alisa Reyes)‏ مواليد 3 فبراير 1981 في نيويورك، هي ممثلة أمريكية بدأت مسيرتها الفنية عام 1990.

## وصلات خارجية
- الموقع الرسمي
- أليسا ريس على موقع IMDb (الإنجليزية)
- أليسا ريس على موقع ألو سيني (الفرنسية)
- أليسا ريس على موقع أول موفي (الإنجليزية)
- أليسا ريس على موقع قاعدة بيانات الفيلم (الإنجليزية)
- أليسا ريس على موقع كينوبويسك (الروسية)